# Zasloužilý vědec Běloruské republiky
Zasloužilý vědec Běloruské republiky (bělorusky Заслужаны дзеяч навукі Рэспублікі Беларусь) je čestný titul Běloruské republiky. Udílen je prezidentem republiky předním vědcům za zásluhy o rozvoj vědy. 

## Pravidla udílení
Čestné tituly, podobně jako další státní vyznamenání, udílí prezident republiky či jiné osoby v jeho zastoupení. Čestné tituly jsou udíleny na základě vyhlášky prezidenta republiky. K jejich udělení dochází během slavnostního ceremoniálu a oceněnému je předáváno potvrzení o udělení ocenění a odznak.
Čestný titul Zasloužilý vědec Běloruské republiky se udílí předním vědcům s doktorským titulem za zásluhy o rozvoj prioritních oblastí vědy a techniky, za budování škol a vzdělávání vědeckých pracovníků.